# Zatoka Florydzka
Zatoka Florydzka (ang. Florida Bay) – płytka zatoka u południowego wybrzeża półwyspu Floryda (stan Floryda) w Stanach Zjednoczonych, położona na styku Oceanu Atlantyckiego i Zatoki Meksykańskiej, stanowi część tej ostatniej.
Zatoka zajmuje obszar około 2200 km², średnia głębokość wynosi od 1 do 1,5 m. Na zachodzie łączy się z otwartymi wodami Zatoki Meksykańskiej, na wschodzie i południu od otwartego oceanu odgradza ją łańcuch wysp Florida Keys. Wzdłuż nich przebiega pogłębiony tor wodny, stanowiący część drogi wodnej Intracoastal Waterway.
Wybrzeże porośnięte jest lasami namorzynowymi, a dno trawami morskimi. Jest siedliskiem manatów i żółwi morskich. Większa część zatoki znajduje się w obrębie Parku Narodowego Everglades.